# Grand Prix Cycliste de Québec 2015
6. edycja wyścigu kolarskiego Grand Prix Cycliste de Québec miała miejsce 11 września 2015 roku i liczyła 201,6 km. Start i meta wyścigu znajdowały się w Québecu. Wyścig ten figurował w rankingu światowym UCI World Tour 2015.

## Uczestnicy
Na starcie wyścigu stanęło 21 ekip, siedemnaście drużyn jeżdżących w UCI World Tour 2015 i cztery zespoły zaproszone przez organizatorów z tzw. "dziką kartą".
Lista drużyn uczestniczących w wyścigu:
| Numery  | Kod | Drużyna            |
| ------- | --- | ------------------ |
| 1-8     | EQS | Etixx-Quick Step   |
| 11-18   | SKY | Team Sky           |
| 21-28   | MOV | Movistar Team      |
| 31-38   | KAT | Team Katusha       |
| 41-48   | TTS | Tinkoff-Saxo       |
| 51-58   | AST | Astana Pro Team    |
| 61-68   | BMC | BMC Racing Team    |
| 71-78   | OGE | Orica GreenEDGE    |
| 81-88   | ALM | Ag2r-La Mondiale   |
| 91-98   | GIA | Team Giant-Alpecin |
| 101-108 | LAM | Lampre-Merida      |

| Numery  | Kod | Drużyna                     |
| ------- | --- | --------------------------- |
| 111-118 | LTS | Lotto Soudal                |
| 121-128 | TRE | Trek Factory Racing         |
| 131-138 | FDJ | FDJ.fr                      |
| 141-148 | TCG | Team Cannondale-Garmin      |
| 151-158 | TLJ | Team LottoNL-Jumbo          |
| 161-168 | IAM | IAM Cycling                 |
| 171-178 | EUC | Team Europcar               |
| 181-188 | BOA | Bora-Argon 18               |
| 191-198 | DPC | Drapac Professional Cycling |
| 201-208 | CAN | Reprezentacja Kanady        |

## Wyniki wyścigu
| Miejsce | Zawodnik           | Państwo   | Drużyna                | Czas       |
| ------- | ------------------ | --------- | ---------------------- | ---------- |
| 1.      | Rigoberto Urán     | Kolumbia  | Etixx-Quick Step       | 5h 09' 47" |
| 2.      | Michael Matthews   | Australia | Orica GreenEDGE        | + 0"       |
| 3.      | Alexander Kristoff | Norwegia  | Team Katusha           | + 0"       |
| 4.      | Tom-Jelte Slagter  | Holandia  | Team Cannondale-Garmin | + 0"       |
| 5.      | Diego Ulissi       | Włochy    | Lampre-Merida          | + 0"       |
| 6.      | Bauke Mollema      | Holandia  | Trek Factory Racing    | + 0"       |
| 7.      | Philippe Gilbert   | Belgia    | BMC Racing Team        | + 0"       |
| 8.      | Tony Gallopin      | Francja   | Lotto Soudal           | + 0"       |
| 9.      | Warren Barguil     | Francja   | Team Giant-Alpecin     | + 0"       |
| 10.     | Greg Van Avermaet  | Belgia    | BMC Racing Team        | + 0"       |
|         |                    |           |                        |            |
| 14.     | Michał Kwiatkowski | Polska    | Etixx-Quick Step       | + 0"       |